# Ліндсей Роз
Ліндсей Роз (фр. Lindsay Rose, нар. 8 лютого 1992, Ренн) — народжений у Франції маврикійський футболіст, захисник грецького клубу «Аріс» (Салоніки). Відомий за виступами в складі низки французьких клубів, зокрема «Лаваль», «Ліон» та «Лор'ян». На юнацькому рівні розпочав грати в юнацькій збірній Маврикію, пізніше грав у юнацьких збірних та молодіжній збірній Франції, на рівні національної збірної грає у збірній Маврикію.

## Клубна кар'єра
Ліндсей Роз народився в Ренні, де й розпочав займатися футболом. Після кількох років занять він перейшов до футбольної школи місцевого клубу «Ренн», утім за основну команду так і не дебютував, перейшовши у 2008 році до футбольної школи клубу «Лаваль», в якій він дебютував у дорослому футболі в 2009 році. У команді провів чотири сезони, взявши участь у 69 матчах чемпіонату.
У 2013 році Ліндсей Роз став гравцем клубу Ліги 1 «Валансьєнн», за який виступав протягом півтора сезону, зігравши у найвищій французькій лізі 24 матчі.
У 2014 році Роз став гравцем іншого клубу найвищого французького дивізіону «Ліон», до складу якого приєднався 2014 року. Відіграв за команду з Ліона наступні півтора року своєї ігрової кар'єри, провівши 16 матчів у чемпіонаті, та два матчі в єврокубках. На початку 2016 року уклав контракт з клубом «Лор'ян», у складі якого грав до кінця 2016 року, зігравши у найвищому французькому дивізіоні 13 матчів. У 2017 році на правах оренди перейшов до іншого французького клубу «Бастія», і вже за півроку повернувся до «Лор'яна», в якому грав до 2019 року.
На початку 2019 року Ліндсей Роз перейшов до грецького клубу «Аріс» на правах оренди. На початку сезону 2019—2020 років грецький клуб викупив контрак футболіста в «Лор'яна». У складі клубу з Салонік грав до 2021 року, загалом зіграв у його складі 81 матч у національному чемпіонаті.
З 2021 року маврикійський футболіст грає у складі польського клубу «Легія» з Варшави. У складі команди Роз у сезоні 2022—2023 років став володарем Кубка Польщі. З початку 2024 року Ліндсей Роз знову грає у складі клубу «Аріс».

## Виступи за збірні
У 2008 році Ліндсей Роз грав у складі юнацької збірної Маврикію. У 2009 року дебютував у складі юнацької збірної Франції (U-18), пізніше грав за юнацьку збірну до 19 років, загалом на юнацькому рівні взяв участь у 28 іграх, відзначившись 2 забитими голами.
Протягом 2013—2014 років залучався до складу молодіжної збірної Франції. На молодіжному рівні зіграв у 4 офіційних матчах, забив 1 гол.
2018 року дебютував в офіційних матчах у складі національної збірної Маврикію, зігравши відтоді 5 матчів.

## Титули і досягнення
- Володар Кубка Польщі (1):

«Легія» (Варшава): 2022-2023